# Anthrax procedens
Anthrax procedens är en tvåvingeart som först beskrevs av Walker 1852.  Anthrax procedens ingår i släktet Anthrax och familjen svävflugor.
Artens utbredningsområde är Colombia. Inga underarter finns listade i Catalogue of Life.